# Колібабовка
Колібабовка (рум. Colibabovca) — село в Леовському районі Молдови. Утворює окрему комуну.